# Pyrgomatidae
Famille
Les Pyrgomatidae sont une famille de crustacés cirripèdes, de l'ordre des Sessilia (les « balanes »).

## Liste des genres
Selon World Register of Marine Species (11 décembre 2017) :
| - sous-famille Ceratoconchinae Newman & Ross, 1976 - genre Ceratoconcha Kramberger-Gorjanovic, 1889 - genre † Eoceratoconcha Newman & Ladd, 1974 - sous-famille Megatrematinae Holthuis, 1982 - tribu Megatrematini Holthuis, 1982 - genre Megatrema Sowerby, 1823 - genre Memagreta Ross & Pitombo, 2002 - tribu Pyrgominini Ross & Pitombo, 2002 - genre Adna Sowerby, 1823 - genre Pyrgomina Baluk & Radwanski, 1967 - sous-famille Pyrgomatinae Gray, 1825 - tribu Hoekinii Ross & Newman, 1995 - genre Ahoekia Ross & Newman, 1995 - genre Australhoekia Ross & Newman, 2000 - genre Eohoekia Ross & Newman, 1995 - genre Hoekia Ross & Newman, 1973 - genre Parahoekia Ross & Newman, 1995 | - - tribu Pyrgomatini Gray, 1825 - genre Arossella Anderson, 1993 - genre Cantellius Ross & Newman, 1973 - genre Cionophorus Ross & Newman, 2001 - genre Creusia Leach, 1817 - genre Darwiniella Anderson, 1992 - genre Galkinius Perreault, 2014 - genre Hiroa Ross & Newman, 1973 - genre Neopyrgoma Ross & Newman, 2002 - genre Neotrevathana Ross, 1999 - genre Nobia Sowerby, 1839 - genre Pyrgoma Leach, 1817 - genre Savignium Leach, 1825 - genre Trevathana Anderson, 1992 - genre Wanella Anderson, 1993 in Ross, 1999 - tribu Pyrgopsellini Ross & Newman, 1995 - genre Pyrgopsella Zullo, 1967 |

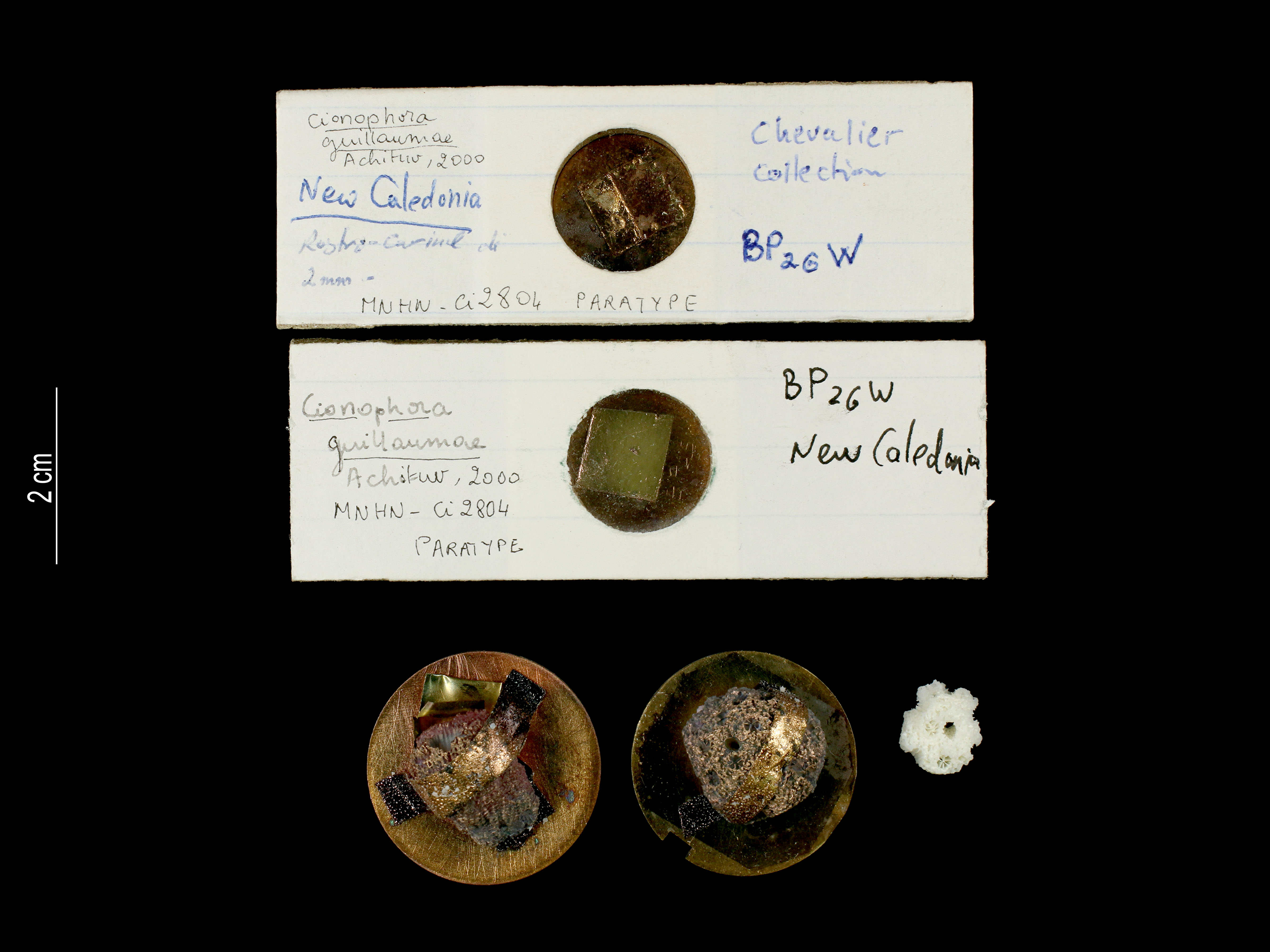
Cionophorus guillaumae
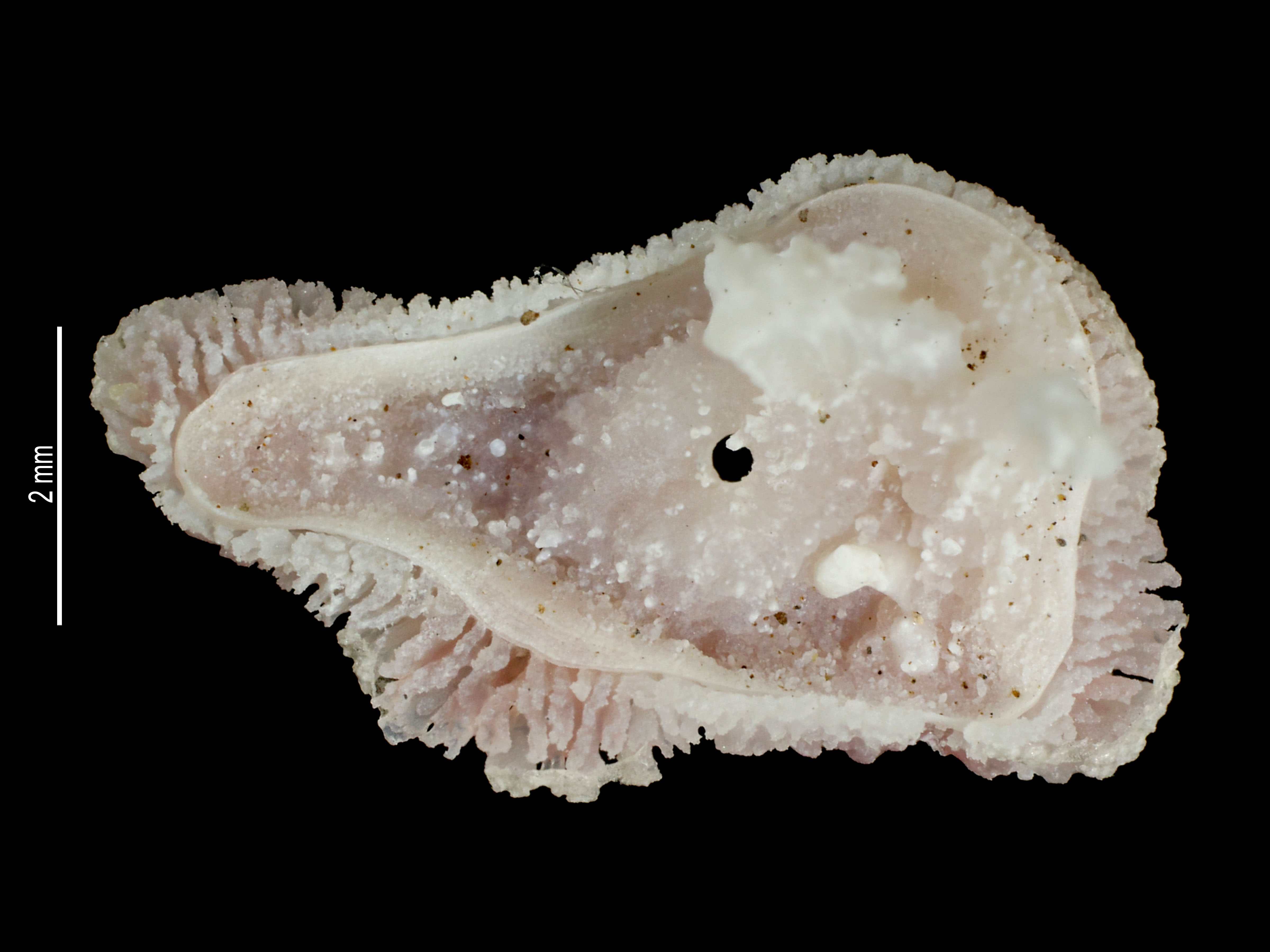
Hoekia mortenseni